# Mike Prendergast
Pour les articles homonymes, voir Prendergast.

a Compétitions nationales et continentales officielles uniquement.

b Matchs officiels uniquement.
Dernière mise à jour le 23 mai 2019.
Mike Prendergast, né le 21 mai 1977, est un joueur irlandais de rugby à XV évoluant au poste de demi de mêlée (1,80 m pour 84 kg).

## Carrière

### En club
- 2000-2006 : Munster
- 2006-2007 : CS Bourgoin-Jallieu
- 2007-2008 : Gloucester RFC
- 2008-2009 : Munster

### Entraîneur
Après sa carrière de joueur, il devient directeur du rugby des Young Munster durant 4 saisons.
Pour la saison 2013-2014 il s'occupe des skills (technique individuelle) au FC Grenoble,, et pour la saison 2014-2015, il devient entraîneur des trois-quarts de Grenoble.
À partir de juillet 2017, il devient entraîneur de l'attaque de l'US Oyonnax auprès du nouveau directeur sportif Adrien Buononato. À la suite de la relégation en Pro D2 du club en 2018, il n'est pas conservé dans le staff.
En 2018, il rejoint le Stade français Paris en tant qu'entraîneur des arrières et de l'attaque. Au moment où il s'installe dans le club parisien il jouit d'une très bonne réputation de technicien, ayant été capable de faire pratiquer un rugby offensif et séduisant à des équipes jouant pourtant souvent le maintien en Top 14.
En 2019, il quitte le Stade français pour rejoindre le club voisin du Racing 92 en tant qu'entraineur responsable du jeu d'attaque et des trois-quarts auprès du directeur général du rugby Laurent Travers.
En 2022, après 9 années en France, il revient en Irlande pour être entraîneur de l'attaque du Munster Rugby.

## Bilan en tant qu'entraîneur
| Saison      | Club           | Division           | Poste              | Classement                                          | Coupe d'Europe             | Challenge européen         |
| ----------- | -------------- | ------------------ | ------------------ | --------------------------------------------------- | -------------------------- | -------------------------- |
| 2009 - 2010 | Young Munster  | All-Ireland League | Directeur du rugby | 2e de Division 1B                                   |                            |                            |
| 2010 - 2011 | Young Munster  | All-Ireland League | Directeur du rugby | 3e de Division 1A, éliminé en demi-finale           |                            |                            |
| 2011 - 2012 | Young Munster  | All-Ireland League | Directeur du rugby | 3e de Division 1A, éliminé en demi-finale           |                            |                            |
| 2012 - 2013 | Young Munster  | All-Ireland League | Directeur du rugby | 6e de Division 1A                                   |                            |                            |
| 2013 - 2014 | FC Grenoble    | Top 14             | Skills             | 11e                                                 | -                          | Éliminé en poule           |
| 2014 - 2015 | FC Grenoble    | Top 14             | Trois-quarts       | 11e                                                 | -                          | Éliminé en poule           |
| 2015 - 2016 | FC Grenoble    | Top 14             | Trois-quarts       | 10e                                                 | -                          | Éliminé en quart-de-finale |
| 2016 - 2017 | FC Grenoble    | Top 14             | Trois-quarts       | 13e, relégation                                     | -                          | Éliminé en poule           |
| 2017 - 2018 | US Oyonnax     | Top 14             | Attaque            | 13e, défaite en barrage d'accession Top 14 / Pro D2 | -                          | Éliminé en poule           |
| 2018 - 2019 | Stade français | Top 14             | Trois-quarts       | 8e                                                  | -                          | Éliminé en poule           |
| 2019 - 2020 | Racing 92      | Top 14             | Trois-quarts       | 3e (arrêt du championnat)                           | Défaite en finale          | -                          |
| 2020 - 2021 | Racing 92      | Top 14             | Trois-quarts       | 3e, éliminé en demi-finale                          | Éliminé en quart-de-finale | -                          |
| 2021 - 2022 | Racing 92      | Top 14             | Trois-quarts       | 6e, éliminé en barrages                             | Éliminé en demi-finale     | -                          |